# 26940 Quintero
26940 Quintero è un asteroide della fascia principale. Scoperto nel 1997, presenta un'orbita caratterizzata da un semiasse maggiore pari a 2,2477581 UA e da un'eccentricità di 0,1401636, inclinata di 8,60639° rispetto all'eclittica.